# Dactylocerca ashworthi
Dactylocerca ashworthi är en insektsart som beskrevs av Ross 1984. Dactylocerca ashworthi ingår i släktet Dactylocerca och familjen Anisembiidae. Inga underarter finns listade i Catalogue of Life.